# Trichomanes microphyllum
Trichomanes microphyllum là một loài dương xỉ trong họ Hymenophyllaceae. Loài này được Hk., Kuhn mô tả khoa học đầu tiên năm 1868.
Danh pháp khoa học của loài này chưa được làm sáng tỏ. 